# Leone bianco

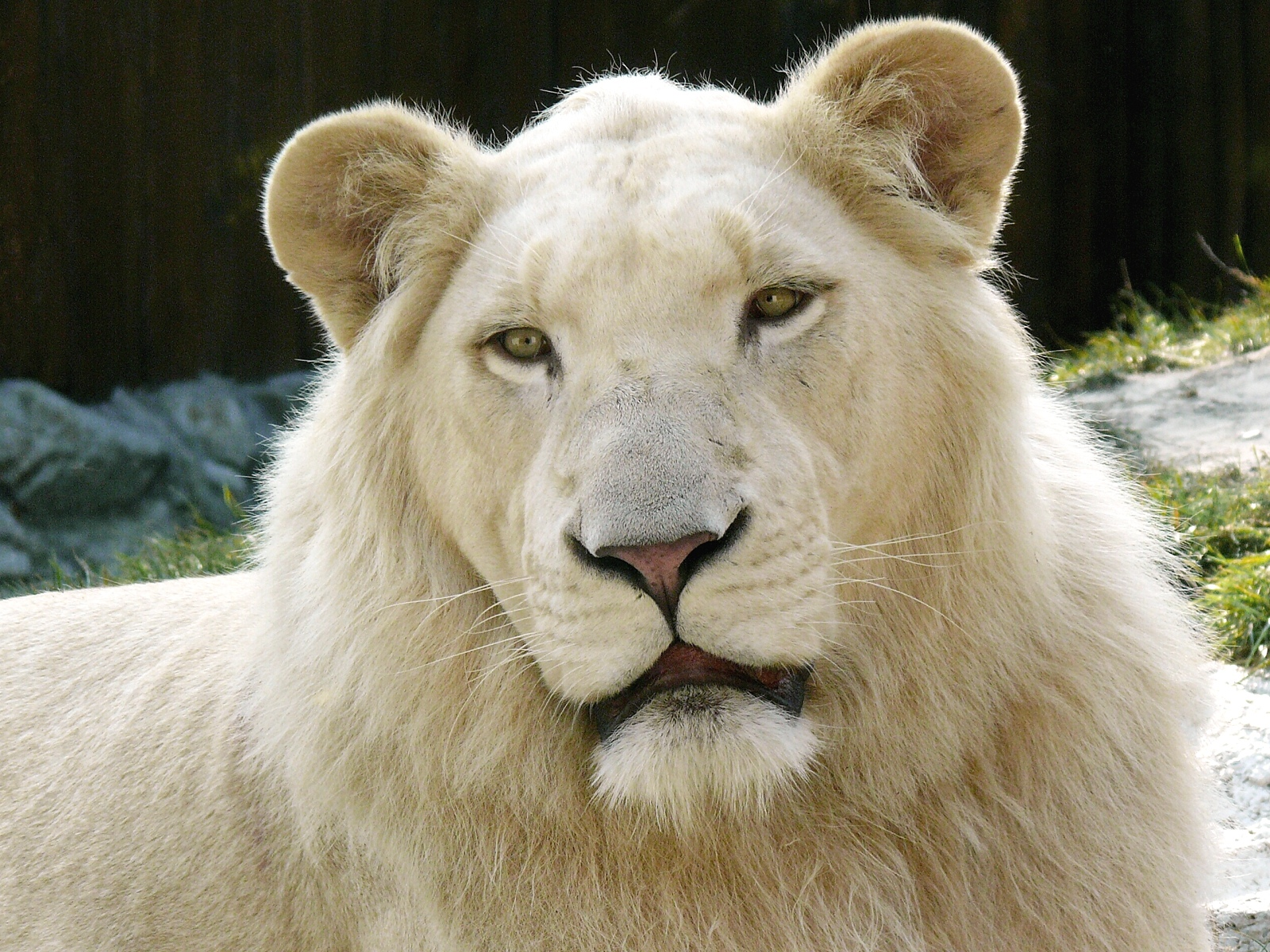
Leone bianco allo zoo di Bratislava

Il leone bianco è un leone la cui rara colorazione è un caso di polimorfismo genetico legato ad una condizione di leucismo, che causa una colorazione pallida e simile a quella delle tigri bianche. La condizione è simile, anche se con effetti opposti, al melanismo tipico della pantera nera. Questo è confermabile visivamente anche dalla colorazione dei suoi occhi, che non è rossa, tipica degli animali albini, ma è uguale a quella dei suoi simili non bianchi, generalmente azzurra.

## Storia

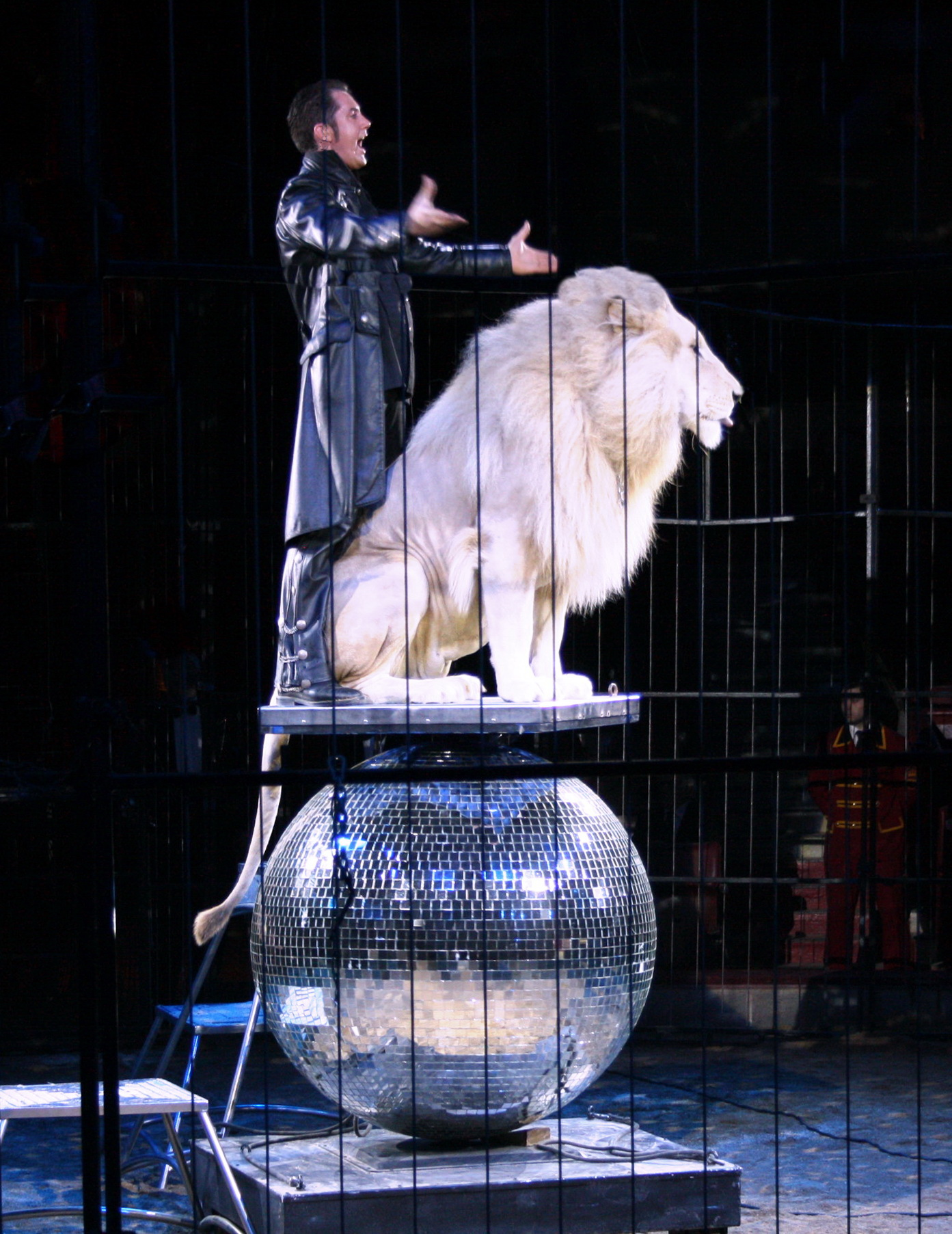
Un leone bianco al circo

Per decine di anni si credeva che essi fossero solo i protagonisti di leggende sudafricane e il loro manto candido simboleggiasse la bontà presente in tutte le creature. I primi avvistamenti sono stati all'inizio del Novecento, tuttavia, sono stati seguiti da molti altri, anche se non frequenti, sino al 1975, quando una cucciolata di leoni bianchi è stata scoperta e documentata nella Riserva di Timbavati dal naturalista Chris McBride. 

La scoperta suscitò l'interesse della comunità scientifica, perciò i leoncini furono prelevati dalla savana. Gli zoo sudafricani di Pretoria e di Johannesburg svilupparono un programma di allevamento selettivo allo scopo di ottenere delle linee di leoni bianchi da destinare a zoo e circhi. Dagli anni '90 del secolo scorso, la presenza dei leoni bianchi è comune nei principali zoo-parchi e circhi in tutto il mondo.
In virtù della loro bellezza e rarità i leoni bianchi sono da sempre considerati delle ambitissime prede dai cacciatori, sia indigeni (per i quali i leoni bianchi erano messaggeri degli dèi) che europei.
Nel libro Mystery of the White Lions – Children of the Sun God, Linda Tucker riporta che i leoni bianchi venivano allevati intenzionalmente, per poi essere uccisi da facoltosi cacciatori, nei safari di caccia grossa. 
Oggi questi allevamenti non esistono più e i leoni bianchi sono severamente protetti.

## Genetica
Il gene recessivo responsabile di questa mutazione è chiamato chinchilla o color inhibitor. Il colore del leone si schiarisce gradualmente fino a diventare crema o avorio (colore noto con il nome di biondo). 

Essendo il gene recessivo, si avranno leoni bianchi in una cucciolata soltanto quando si accoppiano due leoni bianchi (probabilità del 100%), due leoni fulvi con un gene recessivo (probabilità del 25%), o uno bianco e uno fulvo col gene recessivo (probabilità del 50%).

## Diffusione
Ogni tanto si trova un leone bianco, nato spontaneamente, in qualche Riserva del Sudafrica, in particolare nella Riserva naturale di Timbavati e nel Parco Nazionale Kruger. Questa colorazione penalizza i leoni in natura perché vengono avvistati facilmente dalle prede, che riescono così a fuggire. Un leone bianco è quindi spesso condannato alla morte per inedia.
Tuttavia, la maggior parte degli esemplari con questa mutazione si trova nei Circhi e nei Parchi-zoo, dove questi leoni vengono tenuti per la loro bellezza e fatti riprodurre in maniera selettiva, con l'obiettivo di incrementarne la popolazione.
La quantità esatta dei leoni bianchi è ignota, ma nel 2004 ne erano vivi almeno 30.

## Nella cultura di massa
- Il protagonista dell'omonimo manga e anime, Kimba, di Osamu Tezuka, è un leone bianco.
- Un leone bianco è protagonista nel film Mia e il leone bianco (2018).
- Un branco di leoni bianchi sono gli antagonisti del film prequel/sequel Disney Mufasa - Il re leone (2024).